# Caso elativo
Elativo é um caso gramatical que exprime a noção de "para fora de". Ele está presente em algumas línguas, como o finlandês e estoniano.
Pode-se dar como exemplo a palavra de origem finlandesa "talosta" sendo o caso Elativo o sufixo -sta.
"Talo" significa "Casa", logo, talosta seria "da casa" ou "sobre a casa".
Abaixo, encontram-se exemplos de duas frases em Finlandês que demonstram como o sufixo -sta pode significar "da" e/ou "sobre".
Puhuin talosta = Eu estava falando sobre casa.
He tulivat talosta = Eles/Elas vieram da casa.
Os significados do caso elativo não se limitam apenas à estes já citados, podendo haver outros significados dependendo do contexto utilizado.